# Aurélien Nguiamba
Aurélien Nguiamba (Colmar, 18 gennaio 1999) è un calciatore francese, centrocampista dell'Arka Gdynia.

## Carriera
Cresciuto nei settori giovanili di Colmar e Nancy, ha esordito in prima squadra il 24 aprile 2018, nella partita di Ligue 2 persa per 3-0 contro il Le Havre; il 7 giugno seguente firma il primo contratto professionistico con i biancorossi, di durata triennale. Il 9 gennaio 2020 viene ceduto a titolo temporaneo al Gazélec Ajaccio, con cui l'11 febbraio segna le prime reti in carriera, marcando una doppietta nell'incontro vinto per 2-0 contro il Concarneau. Rimasto svincolato, il 29 settembre 2021 viene tesserato dallo Spezia, con cui firma fino al 2024. Poco impiegato con i liguri, il 13 gennaio 2023 passa in prestito allo Jagiellonia.
Rientrato allo Spezia, il 1º settembre seguente rescinde il contratto che lo legava ai bianconeri, facendo quindi ritorno allo Jagiellonia, con cui firma un biennale.

## Statistiche

### Presenze e reti nei club
Statistiche aggiornate al 29 agosto 2024.
| Stagione           | Squadra            | Campionato         | Campionato | Campionato | Coppe nazionali | Coppe nazionali | Coppe nazionali | Coppe continentali | Coppe continentali | Coppe continentali | Altre coppe | Altre coppe | Altre coppe | Totale | Totale | Totale |
| Stagione           | Squadra            | Comp               | Pres       | Reti       | Comp            | Pres            | Reti            | Comp               | Pres               | Reti               | Comp        | Pres        | Reti        | Pres   | Reti   |        |
| ------------------ | ------------------ | ------------------ | ---------- | ---------- | --------------- | --------------- | --------------- | ------------------ | ------------------ | ------------------ | ----------- | ----------- | ----------- | ------ | ------ | ------ |
| apr.-mag. 2018     | Nancy              | L2                 | 2          | 0          | CF+CdL          | -               | -               | -                  | -                  | -                  | -           | -           | -           | 2      | 0      |        |
| 2018-2019          | Nancy              | L2                 | 2          | 0          | CF+CdL          | 0+0             | 0               | -                  | -                  | -                  | -           | -           | -           | 2      | 0      |        |
| 2019-gen. 2020     | Nancy              | L2                 | 8          | 0          | CF+CdL          | 1+2             | 0               | -                  | -                  | -                  | -           | -           | -           | 11     | 0      |        |
| gen.-giu. 2020     | Gazélec Ajaccio    | CN                 | 8          | 2          | CF              | -               | -               | -                  | -                  | -                  | -           | -           | -           | 8      | 2      |        |
| 2020-2021          | Nancy              | L2                 | 21         | 0          | CF              | 0               | 0               | -                  | -                  | -                  | -           | -           | -           | 21     | 0      |        |
| Totale Nancy       | Totale Nancy       | Totale Nancy       | 33         | 0          |                 | 3               | 0               |                    | -                  | -                  |             | -           | -           | 36     | 0      |        |
| sett. 2021-2022    | Spezia             | A                  | 3          | 0          | CI              | 1               | 0               | -                  | -                  | -                  | -           | -           | -           | 4      | 0      |        |
| 2022-gen. 2023     | Spezia             | A                  | 0          | 0          | CI              | 0               | 0               | -                  | -                  | -                  | -           | -           | -           | 0      | 0      |        |
| Totale Spezia      | Totale Spezia      | Totale Spezia      | 3          | 0          |                 | 1               | 0               |                    | -                  | -                  |             | -           | -           | 4      | 0      |        |
| gen.-giu. 2023     | Jagiellonia        | EK                 | 11         | 0          | CP              | -               | -               | -                  | -                  | -                  | -           | -           | -           | 11     | 0      |        |
| sett. 2023-2024    | Jagiellonia        | EK                 | 9          | 0          | CP              | 1               | 0               | -                  | -                  | -                  | -           | -           | -           | 10     | 0      |        |
| 2024-2025          | Jagiellonia        | EK                 | 5          | 0          | CP              | 0               | 0               | UCL+UEL            | 3+2                | 0                  | SP          | 0           | 0           | 10     | 0      |        |
| Totale Jagiellonia | Totale Jagiellonia | Totale Jagiellonia | 25         | 0          |                 | 1               | 0               |                    | 5                  | 0                  |             | 0           | 0           | 31     | 0      |        |
| Totale carriera    | Totale carriera    | Totale carriera    | 69         | 2          |                 | 5               | 0               |                    | 5                  | 0                  |             | 0           | 0           | 79     | 2      |        |

## Palmarès

### Club

#### Competizioni nazionali
- Campionato polacco: 1

Jagiellonia: 2023-2024